# ويكيبيديا الصربية
ويكيبيديا الصربية (بالصربية: Википедија на српском језику) هي إصدار اللغة الصربية من موسوعة ويكيبيديا، تاريخ إطلاقها كان في 16 فبراير 2003، وفي يونيو 2009 أصبح لديها أكثر من 100,000 مقالة.

## التاريخ
أنشئت ويكيبيديا الصربية في 16 فبراير 2003 مع ويكيبيديا الكرواتية عندما انفصلا عن ويكيبيديا الصربية الكرواتية. ترجمة الصفحة الرئيسية من الإنجليزية إلى الصربية في 22 أبريل 2003 بواسطة أي بي، وأنهى المستخدم نيكولا سمولينسكي الترجمة في 24 مايو.

## المجتمع
منذ الاجتماع الافتتاحي في يوم الثلاثاء، 15 فبراير 2005، يعقد أعضاء مجتمع ويكيبيديا الصربية تجمعات منتظمة. في البداية اجتمعوا في شقق بعضهم البعض، والحانات والمطاعم والمتنزهات العامة، بحلول أواخر عام 2005، بدأ أعضاء المجتمع التجمع في مركز شباب بلغراد. في أول اجتماع في مركز الشباب في يوم السبت، 3 ديسمبر 2005، أسس الأعضاء ويكيميديا صربيا والجبل الأسود، والذي كان الفرع الخامس في كل العالم.
في أعقاب استفتاء الجبل الأسود في مايو 2006 والذي أدت نتيجته إلى تفكك اتحاد صربيا والجبل الأسود، قام الفرع المحلي بتعديل اسمه إلى ويكيميديا صربيا. في وقت لاحق من ذلك العام في ديسمبر، استضاف الفرع الصربي أول مؤتمر إقليمي لويكيميديا جنوب شرق أوروبا.
عُقد ثلاثة مؤتمرات إقليمية أخرى، واستضافتها ويكيميديا صربيا جميعًا.
في فبراير 2012، نظمت ويكيميديا صربيا حدثًا يسمى (Open Wiki GLAM of Serbia) كجزء من مشروع أكبر يحمل نفس الاسم. وهو مكرس لموضوعات التراث الثقافي والتاريخي الصربي بالإضافة إلى حماية الملكية الفكرية وحقوق التأليف والنشر على الإنترنت. في وقت لاحق من ذلك العام في ديسمبر، حصلت ويكيميديا صربيا على مساحة مكتبية خاصة بها تقع في وسط مدينة بلغراد في بداية شارع الملك ألكسندر حيث بدأت الآن معظم اجتماعات مجتمع ويكي الصربية.
احتلت ويكيبيديا الصربية المرتبة الأولى في حملة 1Lib1Ref العالمية في عام 2020.

## الإحصائيات
| عدد المستخدمين المسجلين | عدد المستخدمين النشيطين | عدد المقالات | صفحات المحتوى | عدد التعديلات | عدد الملفات المرفوعة | عدد الإداريين |
| ----------------------- | ----------------------- | ------------ | ------------- | ------------- | -------------------- | ------------- |
| 425٬531                 | 2٬399                   | 707٬040      | 4٬199٬335     | 29٬861٬818    | 39٬369               | 14            |

## القراءة
| \| بلد التعديلات (أبريل 2011 - مارس 2012) المصدر \| بلد التعديلات (أبريل 2011 - مارس 2012) المصدر \| بلد التعديلات (أبريل 2011 - مارس 2012) المصدر \| بلد التعديلات (أبريل 2011 - مارس 2012) المصدر \| بلد التعديلات (أبريل 2011 - مارس 2012) المصدر \| \| --------------------------------------------- \| --------------------------------------------- \| --------------------------------------------- \| --------------------------------------------- \| --------------------------------------------- \| \| \| \| \| \| \| \| صربيا \| صربيا \| \| 79.4% \| 79.4% \| \| البوسنة والهرسك \| البوسنة والهرسك \| \| 7.8% \| 7.8% \| \| الولايات المتحدة \| الولايات المتحدة \| \| 5.1% \| 5.1% \| \| الجبل الأسود \| الجبل الأسود \| \| 1.9% \| 1.9% \| \| كرواتيا \| كرواتيا \| \| 1.2% \| 1.2% \| \| إسبانيا \| إسبانيا \| \| 1.2% \| 1.2% \| \| المملكة المتحدة \| المملكة المتحدة \| \| 0.8% \| 0.8% \| \| اخرى \| اخرى \| \| 2.6% \| 2.6% \| |                  |  |       |       |
| بلد التعديلات (أبريل 2011 - مارس 2012) المصدر |                  |  |       |       |
| |                  |  |       |       |
| صربيا | صربيا            |  | 79.4% | 79.4% |
| البوسنة والهرسك | البوسنة والهرسك  |  | 7.8%  | 7.8%  |
| الولايات المتحدة | الولايات المتحدة |  | 5.1%  | 5.1%  |
| الجبل الأسود | الجبل الأسود     |  | 1.9%  | 1.9%  |
| كرواتيا | كرواتيا          |  | 1.2%  | 1.2%  |
| إسبانيا | إسبانيا          |  | 1.2%  | 1.2%  |
| المملكة المتحدة | المملكة المتحدة  |  | 0.8%  | 0.8%  |
| اخرى | اخرى             |  | 2.6%  | 2.6%  |

## معرض صور

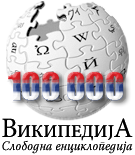
شعار مناسبة إنشاء 100,000 مقالة. (11 أكتوبر 2009)
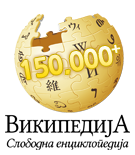
شعار مناسبة إنشاء 150,000 مقالة. (20 نوفمبر 2011)
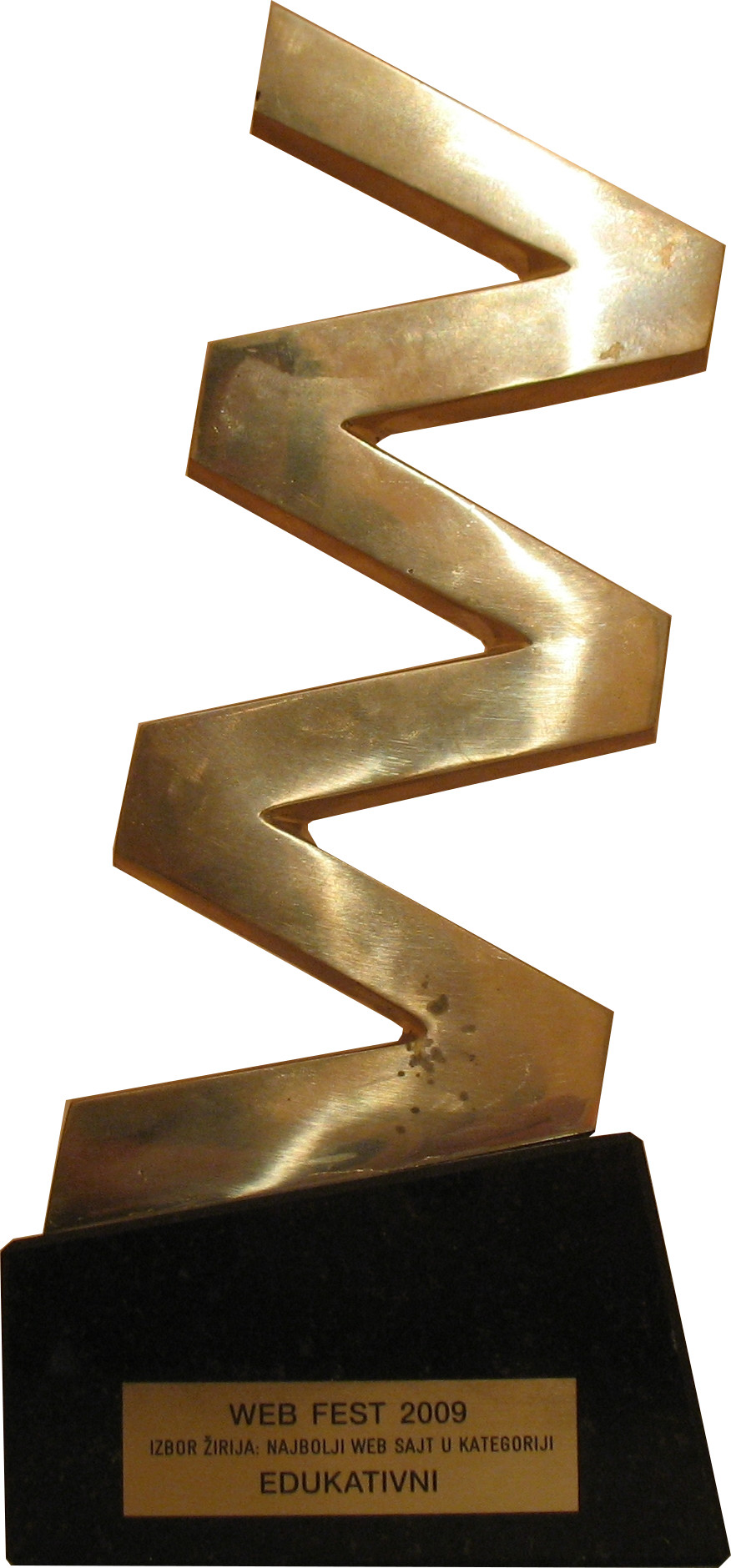
جائزة ويب فيست 2009 في فئة "أفضل موقع تعليمي في صربيا" لـ sr.wikipedia.org